# تصويت على الثقة
تصويت على الثقة عملية سياسية يتم فيها منح الثقة من مجلس النواب (أو " مجلس الشعب") أو أي مجلس منتخب على شرعية، إلى حكومة معينة أو أحد اعضائها، وفي الغالب تمنح الثقة بالأكثرية (النصف أو الثلثين) وتحجب بمثلها، تشكل الحكومة غالبا بعد مشاورات مسبقة، ومعرفة بتوجهات مجلس النواب قبل التصويت، مما يعطى فرصة أكبر على منح الثقة. في الغرب كثيرا ما تسقط الحكومات بحجب الثقة عنها، في الوطن العربي سجلت حالات فردية حيث حجب الثقة من حكومة سمير الرفاعي التي كفله بها الملك، فكان ان حل الملك المجلس النيابي كما حل الحكومة، وفي لبنان ومصر والكويت تم التصويت على حجب الثقة من بعض الوزراء.